# 藤井保
藤井 保（ふじい たもつ、1949年 - ）は日本の写真家。
JR東日本、日清カップヌードル（シュワルツェネッガー）、マグライト、無印良品などの広告写真で知られる。
是枝裕和監督作品『幻の光』のスチル撮影を担当したことから、同作品のタイトルワーク・広告美術担当の葛西薫とともに、出演者の江角マキコ写真集『ESUMI』を出版した。
かつてのアシスタントのひとりに写真家の瀧本幹也がいる。
大判カメラ　特に4X5(シノゴ）をネガフィルムで使用することが多い

## 経歴
- 1949年 - 島根県大田市に生まれる。
- 1970年 - 東京綜合写真専門学校卒業。
- 1972年 - 大阪宣伝研究所写真部に入社
- 1976年 - 独立、上京し、藤井保写真事務所を設立。

## 受賞歴
ADC賞グランプリ、ADC賞、ACC最優秀賞、朝日広告賞、カンヌ国際広告祭フィルム部門銀賞、APA賞、NY・ADC賞など。

## 主な写真展[1]
- 1990年 『南方熊楠』（和歌山県田辺市）
- 1998年 『月下海地空』（semina rerum Zurich）
- 1998年 『Le Corbusier』（アークヒルズクラブ東京）
- 2003年 『タイムトンネルシリーズvol.18旅する写真』（リクルートギャラリー東京）
- 2006年 『カムイミンタラ・神々の遊ぶ庭』（MA2ギャラリー東京、ギャラリーPAXREX神戸）
- 2006年 『GELATINE SILVER SESSION』（ゼラチンシルバーセッション実行委員会）
- 2007年 『GELATINE SILVER SESSION 2007』（ゼラチンシルバーセッション実行委員会）
- 2009年 『BIRD SONG』　（MA2Gallery、東京）
- 2013年 『藤井保展 -1989-2013 ギャラリーセレクションによる藤井保の銀塩写真』　（MA2Gallery、東京）
- 2015年 『TWO FOGGY ISLANDS』　（MA2Gallery、東京）
- 2018年 『NORTHERN PARK』　（MA2Gallery、東京）
- 2018年 『藤井 保 写真展：「私が見たもの、出会った人」』（CANONギャラリーS）
- 2020年 『藤井保 瀧本幹也 往復書簡　その先へ』（MA2Gallery、東京）[2]

## 主な著作

### 写真集
- 1986年 『ふる里の写真館』（まほろばの会）
- 1987年 『野獣降臨(のけものきたりて)劇団夢の遊眠社エディンバラ国際芸術祭参加記念写真帖 』（CBSソニー出版）
- 1996年 『ESUMI』（リトル・モア）
- 1999年 『ニライカナイ』（リトル・モア）
- 2005年 『AKARI』（リトル・モア）
- 2006年 『カムイミンタラ・・・神々の遊ぶ庭』（リトル・モア）
- 2006年 『GELATINE SILVER SESSION』（ゼラチンシルバーセッション実行委員会）

### DVD
- 2007年 『WATER CYCLE』（東北新社）

### そのほか
- 1997年 『色について語ってはいけない』（幻冬舎）写真を担当
- 1999年 『紀ノ国屋本左衛門』（リトル・モア）写真を担当
- 2000年 『FUJII FILMS―藤井保の仕事と周辺』（六耀社）
- 2009年 『THE OUTLINE』（アシェット婦人画報社）写真を担当
- 2021年 『往復書簡その先へ』（グラフィック社）瀧本幹也と共著